# Tierra y excrementos
Tierra y excrementos es una pintura al óleo de abril de 1932, de la pintora Maruja Mallo. Se encuentra en la colección del Museo Nacional Centro de Arte Reina Sofía.

## Descripción
Es un óleo sobre lienzo con unas dimensiones de 43 x 55 cm.Esta obra pertenece a la serie Cloacas y campanarios. En ella, Mallo, nos muestra un mundo de desperdicios, materia orgánica, naturaleza muerta y animales putrefactos.
Es una obra de gran expresividad, con unos planteamientos más cercanos al Surrealismo que recuerda al oscurantismo barroco.

## Historia
Se trata de una obra de la década de 1930, cuando el estilo de Maruja Mallo derivó en tonos más sombríos y apagados. Se trata de los años previos a la guerra, cuando la pintora se acerca al surrealismo telúrico característico de la Escuela de Vallecas. 